# Christian Ludvig Stemann
Christian Ludvig Stemann, född den 12 december 1730 i Meldorf, död den 11 november 1813 i Sorö, var en dansk ämbetsman. Han var far till Poul Christian Stemann.
Stemann var finansminister 1782, geheimestatsminister under åtta dagar 1784 och geheimekonferensråd från 1808. 